# 21 Sextantis
21 Sextantis är en orange jätte i Sextantens stjärnbild.
21 Sextantis har visuell magnitud +6,98 och kräver fältkikare för att kunna observeras. Den befinner sig på ett avstånd av ungefär 835 ljusår.